# Carl Eduard Adolph Gerstäcker

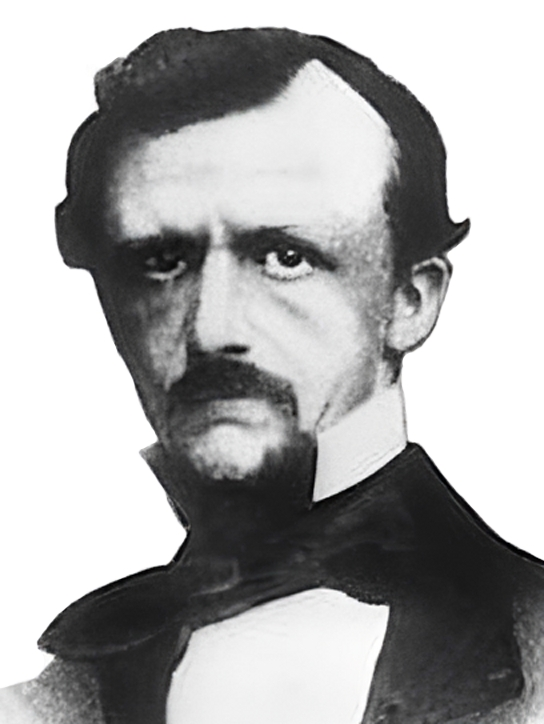
Carl Eduard Adolph Gerstäcker (1870)

Carl Eduard Adolph Gerstäcker (* 30. August 1828 in Berlin; † 20. Juni 1895 in Greifswald) war ein deutscher Zoologe.

## Leben
Nach dem Studium der Medizin und Naturwissenschaften in Berlin war er von 1857 bis 1876 Kustos am Zoologischen Museum der Universität Berlin. 1865 wurde er Dozent am Landwirtschaftlichen Lehrinstitut Berlin. Am 10. April 1874 wurden Gerstäcker sowie sein Kollege Eduard von Martens vom deutschen Kaiser und preußischen König zu außerordentlichen Professoren an der Universität zu Berlin ernannt.
1876 wechselte er als ordentlicher Professor für Zoologie an die Universität Greifswald. Hier bemühte er sich um bessere Baulichkeiten für das Institut. Sein Engagement trug ihm 1881 eine Rüge wegen Nichteinhaltung des Dienstweges und 1891 eine ministerielle Beanstandung wegen seiner Wortwahl ein, doch wurde ihm andererseits 1890 der Rote Adlerorden IV. Klasse verliehen.
Er begründete in der zoologischen Systematik das Taxon Diplostraca GERSTÄCKER 1866 im Stamm Arthropoda VON SIEBOLD 1848.

## Schriften
- Monographie der Endomychiden, 1858
- Handbuch der Zoologie (mit Wilhelm Peters und Julius Victor Carus), Leipzig 1863–1875
- Abschnitt: Arthropoda, in Klassen und Ordnungen des Thierreichs, 1866–93, unvollendet